# Sachnorm
Sachnormen (Normen des Sachrechts) sind diejenigen Normen bzw. Rechtsvorschriften, welche eine Rechtsfolge auf der Ebene des materiellen Rechts enthalten.
Als Sachnorm wird im Internationalen Privatrecht (IPR) eine Rechtsvorschrift bezeichnet, die materielle Fragen für eine Rechtsfrage eines Sachverhaltes mit Auslandsberührung regelt und insoweit streitentscheidend für den Rechtsfall ist. 
Mit Kollisionsnorm wird hingegen eine Rechtsregelung bezeichnet, die erst einmal die Frage der anwendbaren Rechtsordnung regelt, die die für den Sachverhalt maßgeblichen Sachnormen enthält. Bei der Prüfung eines Rechtsfalles mit Auslandsbezug wird immer zuerst die maßgebliche Kollisionsnorm ermittelt und ausgelegt. Diese wird grundsätzlich dem IPR-Recht des Forumstaates entnommen, um dann der so ermittelten Kollisionsnorm mittels Anknüpfung die jeweils anwendbare Rechtsordnung zu entnehmen. Aus dieser Rechtsordnung sind wiederum dann die für den Fall maßgeblichen Sachnormen unmittelbar zu entnehmen, sofern eine Sachnormverweisung vorliegt.
Bei einer Sachnormverweisung wird gemäß Art. 3a I EGBGB nur auf die anwendbaren Sachnormen verwiesen, ohne auf die im IPR-Recht enthaltenen Kollisionsnormen der anwendbaren Rechtsordnung mitzuverweisen. 
Bei einer Gesamtverweisung hingegen verweist eine Kollisionsnorm des Forumstaates sowohl auf die Sach- als auch auf diejenigen Kollisionsnormen, die sich aus dem IPR-Recht der nunmehr anwendbaren Rechtsordnung ergeben. Dadurch werden die anwendbaren Sachnormen, auf die mitverwiesen wird, noch nicht endgültig festgelegt, denn es können sich andere Sachnormen aus einer nachfolgenden Weiter- und Rückverweisung auf der Kollisionsnormebene ergeben. Zweck einer Gesamtverweisung ist es, einen internationalen Entscheidungseinklang im Bereich des IPR, d. h. des anwendbaren Kollisionsrechtes zu bewirken. Bei einer Sachnormverweisung steht hingegen die materielle Gerechtigkeit im Vordergrund, die sich aus einer für zwingender erachteten Wertung des Forumstaates ergibt.
Ein weiterer Terminus technicus in diesem Zusammenhang ist die lex causae. Als lex causae wird dasjenige Recht bezeichnet, das auch die für die Sachfrage eines Rechtsfalles mit Auslandsberührung maßgeblichen Sachnormen enthält und zur Anwendung nach Festlegung der anwendbaren Rechtsordnung mittels des IPR-Rechts berufen ist. Die lex causae bezeichnet somit die zur Anwendung berufenen Sachnormen derjenigen Rechtsordnung, die sich aus der Festlegung des IPR-Rechtes des Forumstaates ergeben.
In Deutschland finden sich die meisten Sachnormen im BGB und im HGB.
Beispielsweise bestimmt die Kollisionsnorm des Art. 7 I 1 EGBGB, dass sich die Geschäftsfähigkeit eines Neunjährigen nach seiner Staatsangehörigkeit richtet. Seine nur beschränkte Geschäftsfähigkeit ergibt sich aus der Sachnorm des § 21 II öst. ABGB (Unmündigkeit), sofern er Österreicher ist. Wäre er deutscher Staatsangehöriger, wäre § 104 Nr. 1 BGB die maßgebliche Sachnorm. Deutsches Recht ist also im Fall der deutschen Staatsangehörigkeit aus Sicht des Forumstaates (hier: Deutschland) lex causae für die Rechtsfrage der Geschäftsfähigkeit.